# Грб Краснодарске Покрајине
Грб Краснодарске Покрајине је званични симбол једног од субјеката Руске федерације са статусом покрајине — Краснодарске Покрајине. Грб је званично усвојен 23. јуна 2004. године.

## Опис грба
Грб Краснодарске Покрајине је заснован на историјском грбу некадашњег Кубанског региона. У центру се налази мањи грб, који је подјељен на два поља. Доње поље је зелене боје са златним кулама из којих се ка горе пружају златне бунчуке. Горње поље је златне боје са ликом црног двоглавог орла, који се види само у горњем дијелу и који је симбол некадашње Руске империје. Орао носи златни Кавкаски крст. 
Мањи грб је крунисан принчевском круном (капом), а иза њега се пружа пет барјака. Средњи барјак који се пружа ка врху има златну главу са ликом руском златног орла. Сви барјаци су азурно-плаве боје овичени зланом бојом са златним монограмима. Средњи барјак има комбинацију монограма, али у званичном опису није прецизирано којих слова и шта они значе. 
Остала четири монограма су почетна слова четири руска императора и то: царица Катарина II, цар Павле I, Александар I, Николај I. Сви монограми су окружени истим храстовим и ловоровим вијенцем. 
Грб на дну има двије црвене ленте са дрвеним штаповима, које су свезане у машни и симболизују два Лењинова ордена које ова Покрајина носи.